# 陈宗懋
陈宗懋（1933年10月1日—），出生于上海，原籍浙江海盐，中国茶学专家。1954年毕业于沈阳农学院植保系。2003年当选为中国工程院院士。